# Бойс, Дейв
Дэвид Майкл «Дейв» Бойс (англ. David Michael "Dave" Boyes; род. 26 августа 1964, Сент-Катаринс, Онтарио) — канадский гребец, выступавший за сборную Канады по академической гребле в период 1985—1999 годов. Серебряный призёр летних Олимпийских игр в Атланте, чемпион мира, обладатель серебряной медали Кубка мира, победитель и призёр регат национального значения.

## Биография
Дейв Бойс родился 26 августа 1964 года в городе Сент-Катаринс провинции Онтарио, Канада.
Занимался академической греблей в местном одноимённом гребном клубе «Сент-Катаринс».
Дебютировал в гребле на взрослом международном уровне в сезоне 1985 года, когда вошёл в основной состав канадской национальной сборной и выступил на чемпионате мира в Хазевинкеле, где в зачёте восьмёрок лёгкого веса закрыл десятку сильнейших.
В 1986 году в лёгких восьмёрках финишировал четвёртым на мировом первенстве в Ноттингеме.
На чемпионате мира 1987 года в Копенгагене показал в лёгких восьмёрках шестой результат.
После некоторого перерыва в 1992 году Бойс вернулся в состав гребной команды Канады и продолжил принимать участие в крупнейших международных регатах. Так, он стартовал на домашнем чемпионате мира в Монреале, где в зачёте лёгких восьмёрок стал четвёртым.
В 1993 году в лёгких восьмёрках одержал победу на мировом первенстве в Рачице.
На чемпионате мира 1994 года в Индианаполисе был восьмым в лёгких парных двойках.
В 1995 году на мировом первенстве в Тампере показал четвёртый результат в лёгких безрульных четвёрках.
Благодаря череде удачных выступлений удостоился права защищать честь страны на летних Олимпийских играх 1996 года в Атланте. В программе четвёрок лёгкого веса без рулевого в решающем заезде пришёл к финишу вторым, уступив около половины секунды команде из Дании, и тем самым завоевал серебряную олимпийскую медаль.
В 1999 году Дейв Бойс вновь возобновил спортивную карьеру, надеясь пройти отбор на предстоящие Олимпийские игры. В восьмёрках лёгкого веса он стал серебряным призёром на этапе Кубка мира в Люцерне, занял четвёртое место на домашнем мировом первенстве в Сент-Катаринсе. В лёгких безрульных четвёрках стартовал на Панамериканских играх в Виннипеге, однако попасть здесь в число призёров не смог.
По завершении карьеры профессионального спортсмена работал пожарным.